# Sequals
Sequals (Secuals in friulano) è un comune italiano di 2 212 abitanti del Friuli-Venezia Giulia. Fa parte del territorio dell'ex provincia di Pordenone nei territori dell'ex mandamento di Spilimbergo.
Il territorio comunale è caratterizzato dalla presenza di colline moreniche, racchiuse tra i torrenti Meduna e Cosa. È noto soprattutto per aver dato i natali al celebre pugile Primo Carnera, campione mondiale di pugilato. La sua casa è attualmente adibita a museo. Degne di menzione la chiesa di San Nicolò, edificata nel XV secolo (con alcuni rifacimenti ottocenteschi), i resti del castello nella frazione di Solimbergo e Villa Savorgnan a Lestans, uno dei pochi esempi di villa veneta nell'alto Friuli Occidentale costruita nel Cinquecento.

## Storia
Nel 1976 il comune fu devastato dal terremoto del Friuli, che provocò enormi crolli e danni.

### Simboli
Lo stemma e il gonfalone del comune di Sequals sono stati concessi con decreto del presidente della Repubblica del 18 giugno 1952.
Il gonfalone è un drappo di azzurro, con la fascia ondata di bianco.

## Monumenti e luoghi d'interesse

### Architetture religiose

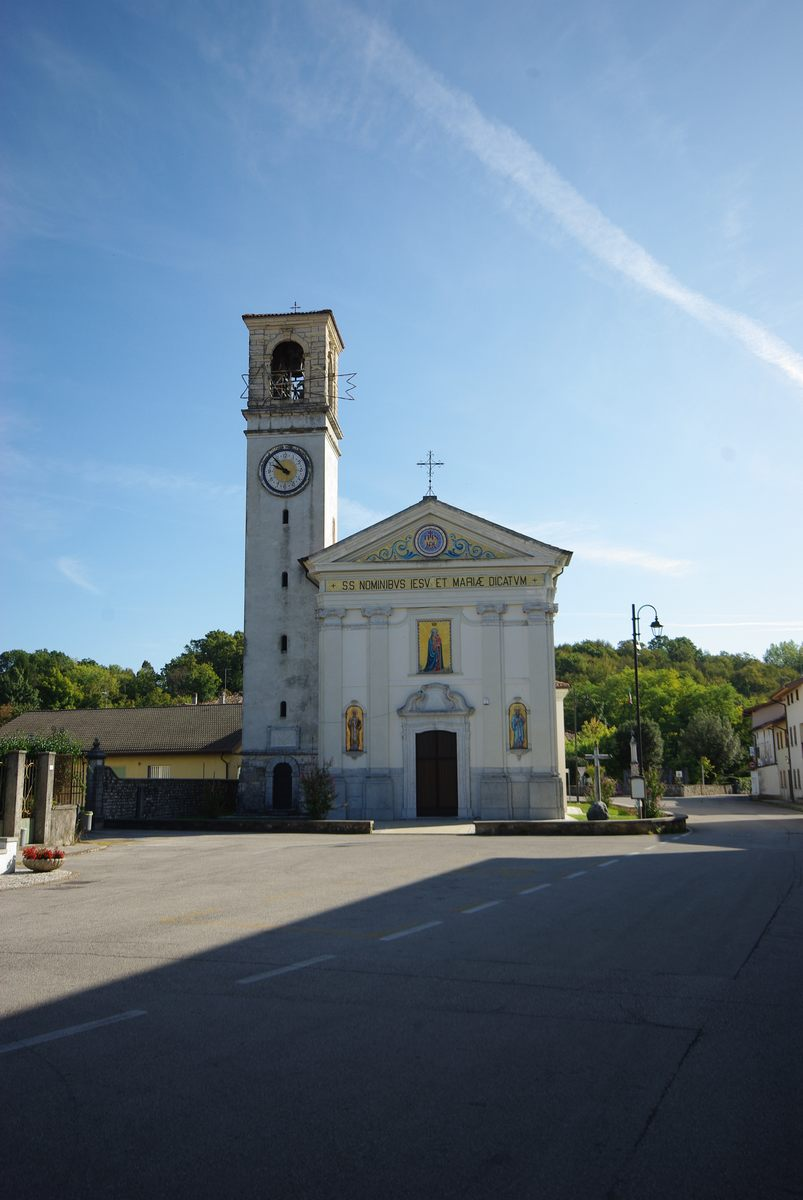
Chiesa Santi Nomi di Gesù e Maria, Solimbergo

- Chiesa parrocchiale di Sant'Andrea Apostolo, Sequals (conserva all'interno un bel fonte battesimale di Giovanni Antonio Pilacorte).
- Chiesetta di San Nicolò, Sequals (l'edificio è caratterizzato da una particolare facciata di stampo barocco aggiunta nel XIX secolo; notevoli il portale di Giovanni Antonio Pilacorte e le pale di Gasparo Narvesa).
- Chiesa di Santa Maria Maggiore, Lestans (l'interno è impreziosito dal noto e grandioso ciclo di affreschi di Pomponio Amalteo).
- Chiesa dei Santi Nomi di Gesù e Maria, Solimbergo.
- Chiesetta di San Zenone, Lestans (posta sul colle omonimo, sede di rinvenimenti archeologici).

### Architetture civili e musei
- Villa Savorgnan, Lestans, è tutelata dall'Istituto Regionale per le Ville Venete[9] ed è sede di manifestazioni culturali.
- Villa Carnera - Ecomuseo Lis Aganis[10], Sequals.
- Museo della SOMSI - Eco del Lavoro[11], Lestans.

## Società

### Evoluzione demografica
Abitanti censiti

### Lingue e dialetti
A Sequals, accanto alla lingua italiana, la popolazione utilizza la lingua friulana. Ai sensi della Deliberazione n. 2680 del 3 agosto 2001 della Giunta della Regione autonoma Friuli-Venezia Giulia, il Comune è inserito nell'ambito territoriale di tutela della lingua friulana ai fini della applicazione della legge 482/99, della legge regionale 15/96 e della legge regionale 29/2007.
La lingua friulana che si parla a Sequals rientra fra le varianti appartenenti al friulano occidentale.

## Amministrazione
| Periodo | Periodo   | Primo cittadino    | Partito                        | Carica  | Note |
| ------- | --------- | ------------------ | ------------------------------ | ------- | ---- |
| 1991    | 1995      | Giacomo Bortuzzo   | Lista civica                   | Sindaco |      |
| 1995    | 2004      | Gianpiero Blarasin | Centrosinistra (Liste Civiche) | Sindaco |      |
| 2004    | 2009      | Francesca Piuzzo   | Centrodestra (Liste Civiche)   | Sindaco |      |
| 2009    | 2013      | Enrico Odorico     | Lista "Democrazia Civica"      | Sindaco |      |
| 2013    | 2018      | Lucia D'Andrea     | Lista civica                   | Sindaco |      |
| 2018    | in carica | Enrico Odorico     | Lista civica                   | Sindaco |      |

### Gemellaggi
- Ripa Teatina